# Kristina Haataja
 (février 2016).
Si vous disposez d'ouvrages ou d'articles de référence ou si vous connaissez des sites web de qualité traitant du thème abordé ici, merci de compléter l'article en donnant les références utiles à sa vérifiabilité et en les liant à la section « Notes et références ».
Kristina Haataja (née en 1953) est une écrivaine, traductrice et journaliste finlandaise. 

## Biographie
Kristina Haataja a vécu vingt ans à Paris. 
Après des études de langues à la Sorbonne, elle travaille à la Délégation de Finlande auprès de l’OCDE et à l’Institut finlandais de Paris.
Elle vit en Finlande depuis 1994.

## Ouvrages

### Traductions
Kristina Haataja a traduit en finnois plusieurs ouvrages de Marguerite Duras, d'Emmanuel Carrère, de Jules Verne et de Virginie Despentes.
Elle a aussi traduit  en français son propre ouvrage (Nuit).

### Romans en français
- (fr)Kristina Haataja (trad. du finnois par Kristina Haataja et Anne Papart), Nuit [« Yö »], Caen, Presses universitaires de Caen, coll. « littérature nordique », 2002, 129 p. (ISBN 2-84133-183-0)
- (fr)Kristina Haataja et Sylvie Durbec (ill. Susanna Lehtinen), La lézarde et le caillou, Marseille, Gramond-Ritter, 2006, 271 p. (ISBN 2-35430-000-X)[1].

### Romans en finnois
- (fi) Kristina Haataja, Passio, Like, 1991, 177 p. (ISBN 951-8929-51-3)
- (fi) Kristina Haataja, Yö, Like, 1994, 131 p. (ISBN 951-578-123-X)
- (fi) Kristina Haataja, Temppeli, Like, 1995, 141 p. (ISBN 951-578-223-6)
- (fi) Kristina Haataja et Ulla Pernu, Viiltoja, aRC Books Oy, 2008, 217 p. (ISBN 978-952-5524-59-8)